# TRXYE
TRXYE é o terceiro EP (primeiro assinado com uma grande gravadora) do cantor-compositor australiano Troye Sivan,  lançado em 15 de agosto de 2014 pela Universal Music Australia através da EMI Music Australia. O EP foi precedido pelo lançamento das canções "The Fault in Our Stars" e "Happy Little Pill".

## Produção e tema
Em 5 de Junho de 2013, Sivan assinou a com EMI Australia, marca local da Universal Music Australia, mas manteve em segredo até um ano mais tarde. Em 26 de junho de 2014, ele anunciou na VidCon que lançaria um EP com cinco faixas em 15 de agosto de 2014. Na convenção, ele exibiu um vídeo (postado em seu canal do YouTube logo em seguida) revelando os detalhes e a arte da capa do EP.

## Singles
"The Fault in Our Stars" foi lançado em 05 de maio de 2013 como um single promocional, antes do EP que havia sido anunciado através de um vídeo no YouTube no canal de Sivan, após o sucesso de upload da música no Tumblr. Uma nova versão da canção foi lançada como um promocional em 13 junho de 2014. Esta versão foi incluída no EP.
"Happy Little Pill" foi lançada em 25 de julho de 2014 como a primeira canção oficial do EP. Teve grande sucessão em treze países, incluindo os Estados Unidos, onde alcançou o número 92 na Billboard Hot 100.

## Desempenho comercial
TRXYE estreou como número cinco nos Estados Unidos, vendendo 30.000 cópias depois de apenas três dias de vendas.
Na Austrália, as vendas do EP contabilizados para o single "Happy Little Pill", fez com que a canção subisse de 34 para 10 na semana de 24 de agosto de 2014, que se iniciava.

## Lista de músicas
| CD e download digital |                                  |         |  |
| N.º                   | Título                           | Duração |  |
| 1.                    | "Happy Little Pill"              | 3:44    |  |
| 2.                    | "Touch"                          | 3:35    |  |
| 3.                    | "Fun"                            | 3:26    |  |
| 4.                    | "Gasoline"                       | 3:25    |  |
| 5.                    | "The Fault in Our Stars (MMXIV)" | 3:12    |  |
| Duração total:        | Duração total:                   | 17:22   |  |

## Charts
| Chart (2014)                   | Posição |
| ------------------------------ | ------- |
| Canadá (Billboard)             | 2       |
| França (SNEP)                  | 177     |
| Nova Zelândia (RMNZ)           | 2       |
| Estados Unidos (Billboard 200) | 5       |

## Histórico de lançamento
| Região    | Data                 | Formato              | Gravadora           |
| --------- | -------------------- | -------------------- | ------------------- |
| Austrália | 15 de agosto de 2014 | CD, download digital | EMI Music Australia |